# Forest-sur-Marque
Forest-sur-Marque település Franciaországban, Nord megyében. Lakosainak száma 1660 fő (2022. január 1.). Forest-sur-Marque Hem és Villeneuve-d’Ascq községekkel határos.

## Népesség
A település népességének változása:
| Lakosok száma | 1465 | 1437 | 1466 | 1457 | 1467 | 1462 | 1503 | 1659 | 1660 |
|               | 2013 | 2015 | 2016 | 2017 | 2018 | 2019 | 2020 | 2021 | 2022 |